# Puma (Marvel Comics)
Puma es un personaje que aparece en los cómics estadounidenses publicados por Marvel Comics. Creado por Tom DeFalco y Ron Frenz, apareció por primera vez en The Amazing Spider-Man #256 (septiembre de 1984), como adversario del superhéroe Spider-Man. A pesar de esto, al personaje no le falta moral ni sentido de la justicia, y finalmente cambió su vida, convirtiéndose en un aliado recurrente de Spider-Man, a quien llegó a respetar. Puma es el alter ego de Thomas Fireheart, un nativo americano que fue criado para ser un guerrero perfecto, profetizado para detener una amenaza futura que podría destruir el mundo, obteniendo la capacidad de transformarse en un hombre gato puma humanoide a voluntad. Más tarde se convirtió en empresario y director ejecutivo de Fireheart Enterprises, además de mercenario.

## Historial de publicaciones
Puma apareció por primera vez en The Amazing Spider-Man #256 y fue creado por Tom DeFalco y Ron Frenz.La inspiración para el personaje proviene de las tarjetas de safari compradas por Tom DeFalco. 
En las primeras apariciones de Puma, actuó como un mercenario y un antagonista de Spider-Man, pero pronto llegó a respetarlo. Luego, Puma fue representado como un aliado de Spider-Man, ayudándolo en varias ocasiones durante la serie The Spectacular Spider-Man. Estuvo asociado con el equipo de superhéroes conocido como Outlaws durante un tiempo, y más tarde fue uno de los personajes principales de la series limitadas 11 de MODOK.

## Biografía ficticia
Thomas Fireheart es un nativo americano y pertenece a una tribu (ubicada cerca de Hartsdale, Nuevo México; Marvel Westerns: Western Legends sugiere que la tribu puede ser los Kisani, ya que uno de los antepasados de Puma pertenecía a esa tribu y vivía en Lost Mesa) con una antigua profecía sobre la llegada de un ser poderoso que podría destruir el mundo durante generaciones. Hace mucho tiempo que comenzaron a hacer preparativos para esta fatalidad venidera. Usaron ceremonias místicas y crianza selectiva para crear un guerrero perfecto. Thomas Fireheart es el último en esta línea de hombres.Aunque nunca creyó en la profecía, se tomó en serio sus deberes como protector de su tribu y se ha esforzado toda su vida por ser lo mejor que podía ser, dominando su capacidad de convertirse en un poderoso hombre gato puma humanoide. También se entrenó en artes marciales en Japón con un hombre llamado Maestro Muramoto.
Muy inteligente y con buen sentido para los negocios, se convirtió en propietario y director ejecutivo de Fireheart Enterprises. Con sede cerca de su tribu en Hartsdale, Arizona, es una corporación multinacional involucrada en muchos proyectos diferentes, con oficinas regionales en todo el mundo. Aburrido de la vida corporativa, él comenzó a buscar mayores desafíos y puso a la venta sus habilidades como Puma.
Él estaba operando como mercenario y había sido contratado por la Rosa para matar a Spider-Man, pero fue frustrado por la Gata Negra.El nuevamente intenta atacar a Spider-Man, pero cambia de opinión y se marcha cuando ve a Spider-Man salvando a transeúntes inocentes.
Durante la historia de Secret Wars II, Puma se enfrentó más tarde a Beyonder en Nueva York; sin embargo, Beyonder simplemente lo transportó al centro de Tokio.Puma se enfureció por la muerte del Maestro Muramoto como resultado involuntario de las acciones de Beyonder. Puma alcanzó un estado de "iluminación armoniosa con el universo" y quedó imbuido de un poder inconmensurable. Sin embargo, al dudar de sus propios sentidos, Puma perdió el poder místico justo cuando atacaba al Beyonder.Puma pudo conocer la identidad secreta de Spider-Man, Peter Parker, gracias a sus sentidos mejorados, y ahora sintió que tenía una deuda de honor con él como resultado del asunto Beyonder. Le ofreció a Peter Parker un trabajo en su empresa mientras Peter estaba de luna de miel en Francia; sin embargo, Peter rechazó la oferta.Más tarde, Puma intentó limpiar el nombre de Spider-Man de un crimen que no cometió, y se encontró por primera vez con Silver Sable y Los Rebeldes.
Cuando los poderes mutantes de Charles Little Sky, un pariente de Fireheart (y el hombre más tarde conocido como Portal), Fireheart intentó ayudar a su compañero tribal para entender mejor sus poderes. Al rechazar la oferta de ayuda de Fireheart, Portal huyó a la Isla Ellis donde Fireheart le capturó. Cuando los poderes de Portal se activaron otra vez y regresaron los U-Foes a la Tierra, Fireheart fue forzado a aliarse a Los Vengadores como Puma para proteger a Little Sky, ayudando a derrotar a los villanos.
Puma combatió a Spider-Man en Nueva York.Fireheart actualmente compró el 51% del Daily Bugle, haciendo al publicador Robbie Robertson, e iniciando una campaña pro-Spider-Man en publicación, en un intento de saldar su deuda de honor.Durante este plazo, casi muere en un ataque de Hobgoblin, pero fue salvado por Spider-Man.
Fireheart aceptó unirse a la chusma de Spider-Man llamados Rebeldes, junto con otros adversarios convertidos en aliados (incluyendo Hombre de Arena, Rocket Racer, y el Merodeador). El grupo se encontró con Los Vengadores, hasta que se reveló que ambos grupos era manipulados por el Espectro del Espacio, que Thomas enfrenta y derrota.
Eventualmente él vende el Daily Bugle de vuelta a J. Jonah Jameson por $1, y Spider-Man y él saldan su deuda en un viaje al yo interno en Nuevo México.
El Puma de Fireheart le consumió, y trató de matar al senador de E.U. Spider-Man le detuvo, pero no antes que el DPNY le dispare a Fireheart varias veces. El Cuervo Negro lanza un hechizo mágico removiendo todo el conocimiento de la identidad secreta de Spider-Man de la mente de Fireheart.Su salud física y mental es regresada a la normalidad por otro personaje llamado Nocturno (no Nocturna, personaje de los Exiliados).
Puma es visto en la competencia sangrienta. Él gana la semifinal, pero es derrotado por Wolverine.
También es visto formando un equipo con Spider-Man y la Gata Negra para detener a Stegron de «evolucionar para atrás» a la población de Nueva York.Más tarde, Puma comienza una relación con Gata Negra (como se los muestra a ambos en la cama) aunque se da cuenta de que Felicia tiene sentimientos amorosos hacia Peter Parker.
Luego de los eventos de Civil War, ha sido visto ayudando a Spider-Man a escoltar al Merodeador fuera del Bar sin Nombre.Ha sido visto también ayudando a la Gata Negra desde los límites. Ella decide ayudar a Peter Parker, que está en la corrida luego de la Guerra Civil. Juntos, Puma y Gata Negra neutralizan el alboroto de borracho de Rhino, principalmente al arrojarlo contra un farol.Puma fue a entrenar al Campamento Hammond.
Fireheart fue acusado de soborno federal (que lejanamente aparece como fraude) y sus posesiones congeladas; prohibido por su tribu de aceptar cualquier asesinato por contrato, se une a los 11 de M.O.D.O.K. para obtener el dinero que necesita para defenderse en la corte. Sin embargo esto significaba desobedecer la orden del consejo tribal de permanecer en la reserva y también se había deshecho de sus poderes de puma, quedando como un humano normal en medio de la misión. Cuando decide rescatar a Living Laser, que le había salvado la vida anteriormente, tuvo una epifanía de que defender a su propia gente era el propósito del tótem puma, por eso recupera sus poderes en el proceso. O eso es lo que él cree — en realidad Deadly Nightshade le había inyectado en secreto el suero del «hombre lobo». Puma había obtenido su dinero de MODOK y había aceptado una oferta de Nightshade de ayudar en su defensa legal; los efectos a largo plazo a partir del suero no se conocen.
Durante la historia de Imperio Secreto, Puma es visto como un miembro del Clan Underground cuando Hydra se apoderó de los Estados Unidos.
En un preludio de la historia de Hunted, Puma se encuentra entre los personajes con temática animal capturados por Taskmaster y Black Ant para la próxima Gran Cacería de Kraven el Cazador.Puma fue visto observando la pelea entre Spider-Man y Escorpión hasta que llegan los Hunter-Bots.Puma fue visto huyendo de los Hunter-Bots.Cuando el Buitre reúne a los otros villanos con temas animales, Puma estuvo presente cuando Spider-Man menciona la pérdida de Gibbon y Mandril, mientras que Sapo menciona la pérdida de Hombre-Toro.Más tarde, Puma se unió al Buitre y los otros personajes con temas animales en la lucha contra los Hunter-Bots.Cuando Kraven el Cazador le dice a Arcade que baje el campo de fuerza, Puma y los otros personajes con temas animales son liberados.

## Poderes y habilidades
Puma posee una serie de atributos sobrehumanos que son el resultado de una combinación de ingeniería genética y misticismo. Thomas Fireheart es el último de una línea de nativos americanos que fueron especialmente emparejados y criados para producir un ser humano perfecto. Esa manipulación genética fue potenciada por un proceso sobrenatural desconocido mediante el cual su tribu lo dotó de habilidades mágicas.
Fireheart sufre una transformación física a través de una intensa concentración que incluye un aumento en su altura y peso, su cuerpo se cubre con un fino pelaje color canela y colmillos y garras afilados.
La transformación en esta forma también otorga a Fireheart atributos físicos sobrehumanos de fuerza felina, velocidad, inteligencia, agilidad, durabilidad, flexibilidad, reflejos/reacciones, coordinación, equilibrio y resistencia, como su homónimo.
Puma también posee sentidos sobrehumanamente agudos. Su sentido del tacto se potencia en la medida en que es capaz de sentir las impresiones de la tinta sobre una hoja de papel. Su visión y audición mejoran de manera similar, lo que le permite ver y oír imágenes y sonidos que los humanos comunes no pueden y ver y oír a distancias mucho mayores. Puma también posee un sentido del olfato sobrehumanamente agudo que utiliza para rastrear a un objetivo mediante el olor.
También es un extraordinario combatiente cuerpo a cuerpo, habiendo recibido entrenamiento en numerosas disciplinas de artes marciales, especialmente en las artes marciales utilizadas por el Maestro Muramoto.Como jefe de Fireheart Enterprises, Puma tiene acceso a tecnología muy avanzada, así como a un equipo personal de investigadores capacitados que a menudo le brindan información sobre enemigos y enemigos potenciales. En su identidad como Thomas Fireheart, Puma es un hombre de negocios muy rico, hábil y respetado, con una maestría en Administración de Empresas. Tiene un jet Lear personalizado para viajes de larga distancia.
Si bien algunas de las actividades de Puma son moralmente dudosas, él no es realmente malvado ni un criminal. Sus principales preocupaciones son su propio avance personal y el bienestar de su pueblo, y ha acudido en ayuda de Spider-Man tantas veces como ha intentado hacerle daño.

## Otras versiones

### Tierra-001
- En Tierra-001 durante la historia de Spider-Verse, Fireheart (un personaje que se parece a Puma) es un miembro de los Sabuesos que son sirvientes de Verna de los Herederos. Acompaña a Verna y los otros Sabuesos cuando se dirigen a la Tierra-1610 para cazar a Miles Morales.[34]El es asesinado por el Superior Spider-Man y sus aliados Spider-Punk y Assassin Spider-Man.[35]

### Secret Wars
- Durante la historia de Secret Wars, una versión de Puma vive en la versión Battleworld de Deadlands. Él está entre los zombies que atacan a una fuerza de ataque que fue reunida por Crossbones de la Tierra-15513 para cazar a Red Skull de la Tierra-18191.[36]

## En otros medios

### Televisión
Puma aparece en el episodio de Spider-Man, «Take Two». Esta versión es miembro del Grupo Salvaje y lleva un guantelete especial en su mano izquierda que extiende sus garras.Acompaña al Grupo Salvaje para robar el Neuro Cortex de Horizon High para el cliente anónimo. Esto llevó al Grupo Salvaje a luchar contra Spider-Man y Doctor Octopus. Spider-Man derrotó a Puma usando su ataque web. Luego, Puma y el Grupo Salvaje son arrojados a la prisión.

### Videojuegos
Puma apareció en las versiones de Game Boy Advance y PC del juego Spider-Man 2, y le ha dado voz el actor Dee Bradley Baker. Él atrae a Spider-Man a una trampa en un almacén al robar el coche de Mary Jane Watson. Spider-Man combate a los matones de Puma hasta enfrentarse en una pequeña habitación donde ambos luchan brevemente. Puma lleva la pelea afuera sobre los tejados al romper la ventana de la habitación, y luego de luchar en tres tejados, Spider-Man persigue a Puma hasta una fuente. Su lucha los lleva a un sitio en construcción donde Spider-Man sigue a Puma por todo el sitio hasta una especie de jaula, donde Puma de mala gana se rinde luego de una enorme paliza. Pero alegremente le dice a Spider-Man que sólo lo distraía para que Doc Ock secuestrara a Mary Jane. Puma intenta alejarse otra vez, pero Spider-Man le atrapa en telarañas en una grúa y finalmente derrota al villano.

## Exlaces externos
- Puma en Marvel.com
- Perfil SpiderFan.org Archivado el 2 de diciembre de 2005 en Wayback Machine.
- Perfil No oficial Amazing Spider-Man
- Samruby.com profile
- Unofficial Marvel Comics Reference HQ profile
- Puma against Spider-Man on Amazing #257 Archivado el 14 de abril de 2011 en Wayback Machine.

- Datos: Q2628556